# Axel Grosser
Axel Grosser (ur. 12 marca 1961 w Weißandt-Gölzau) – niemiecki kolarz torowy reprezentujący NRD, dwukrotny torowy mistrz świata.

## Kariera
Pierwszy sukces w karierze Axel Grosser odniósł w 1978 roku, kiedy zdobył złoty medal w indywidualnym wyścigu na dochodzenie podczas mistrzostw świata juniorów. Już rok później Alex wspólnie z Lutzem Haueisenem, Geraldem Mortagiem i Volkerem Winklerem zdobył złoty medal w drużynie na mistrzostwach świata w Amsterdamie. Wyczyn ten powtórzył na rozgrywanych w 1981 roku mistrzostwach świata w Brnie, gdzie reprezentanci NRD wystąpili w składzie: Detlef Macha, Bernd Dittert, Alex Grosser i Volker Winkler. W 1984 roku został mistrzem NRD w madisonie, jednak nigdy nie wystąpił na igrzyskach olimpijskich.